# Seznam dílů seriálu Hvězdná brána: Atlantida
Toto je seznam dílů seriálu Hvězdná brána: Atlantida. Kanadsko-americký sci-fi televizní seriál Hvězdná brána: Atlantida má celkem 100 dílů rozdělených do 5 řad, které byly vysílány mezi lety 2004 a 2009. V Česku byl seriál vysílán od 7. listopadu 2008 na televizní stanici AXN Sci-Fi. Po malé pauze se vysílala 2. série od 2. března 2009 a poté až do 4. série, 5. série byla vysílána po měsiční pauze a skončila epizodou Nepřítel před branami 10. prosince 2009.

## Přehled řad
| Řada | Díly | Premiéra v USA    | Premiéra v USA  | Premiéra v ČR     | Premiéra v ČR     |
| Řada | Díly | První díl         | Poslední díl    | První díl         | Poslední díl      |
| ---- | ---- | ----------------- | --------------- | ----------------- | ----------------- |
| 1    | 20   | 16. července 2004 | 31. května 2005 | 7. listopadu 2008 | 22. prosince 2008 |
| 2    | 20   | 15. července 2005 | 30. ledna 2006  | 2. března 2009    | 15. dubna 2009    |
| 3    | 20   | 14. července 2006 | 5. února 2007   | 20. dubna 2009    | 24. června 2009   |
| 4    | 20   | 28. září 2007     | 7. března 2008  | 29. června 2009   | 2. září 2009      |
| 5    | 20   | 11. července 2008 | 9. ledna 2009   | 6. října 2009     | 10. prosince 2009 |

## Seznam dílů

### První řada (2004–2005)
| Č. v seriálu | Č. v řadě | Původní název        | Český název          | Režie             | Scénář                         | Premiéra v USA    | Premiéra v ČR      |
| ------------ | --------- | -------------------- | -------------------- | ----------------- | ------------------------------ | ----------------- | ------------------ |
| 1            | 1         | Rising (Part 1)      | Vynoření (1. část)   | Martin Wood       | Robert C. Cooper a Brad Wright | 16. července 2004 | 7. listopadu 2008  |
| 2            | 2         | Rising (Part 1)      | Vynoření (2. část)   | Martin Wood       | Robert C. Cooper a Brad Wright | 16. července 2004 | 10. listopadu 2008 |
| 3            | 3         | Hide and Seek        | Hra na schovávanou   | David Warry Smith | Robert C. Cooper a Brad Wright | 23. července 2004 | 12. listopadu 2008 |
| 4            | 4         | Thirty-Eight Minutes | Třicet osm minut     | Mario Azzopardi   | Brad Wright                    | 30. července 2004 | 14. července 2008  |
| 5            | 5         | Suspicion            | Podezření            | Mario Azzopardi   | Paul Mullie a Joseph Mallozzi  | 6. srpna 2004     | 17. listopadu 2008 |
| 6            | 6         | Childhood's End      | Konec dětství        | David Winning     | Martin Gero                    | 13. srpna 2004    | 19. listopadu 2008 |
| 7            | 7         | Poisoning the Well   | Otrávená studnice    | David Winning     | Damian Kindler                 | 20. srpna 2004    | 21. listopadu 2008 |
| 8            | 8         | Underground          | V podzemí            | Brad Turner       | Peter DeLuise                  | 27. srpna 2004    | 24. listopadu 2008 |
| 9            | 9         | Home                 | Domov                | Holly Dale        | Joseph Mallozzi a Paul Mullie  | 10. září 2004     | 26. listopadu 2008 |
| 10           | 10        | The Storm (Part 1)   | Bouře                | Martin Wood       | Jill Blotevogel a Martin Gero  | 8. února 2004     | 28. listopadu 2008 |
| 11           | 11        | The Eye (Part 2)     | Oko bouře            | Martin Wood       | Martin Gero                    | 8. října 2004     | 1. prosince 2008   |
| 12           | 12        | The Defiant One      | Všemu navzdory       | Peter DeLuise     | Peter DeLuise                  | 15. října 2004    | 3. prosince 2008   |
| 13           | 13        | Hot Zone             | Horká zóna           | Mario Azzopardi   | Martin Gero                    | 22. října 2004    | 5. prosince 2008   |
| 14           | 14        | Sanctuary            | Útočiště             | James Head        | Alan Brennert                  | 29. října 2004    | 8. prosince 2008   |
| 15           | 15        | Before I Sleep       | Dříve než usnu       | Andy Mikita       | Carl Binder                    | 6. prosince 2004  | 10. prosince 2008  |
| 16           | 16        | The Brotherhood      | Bratrstvo            | Martin Wood       | Martin Gero                    | 3. ledna 2005     | 12. prosince 2008  |
| 17           | 17        | Letters from Pegasus | Dopisy z Pegasu      | Mario Azzopardi   | Carl Binder                    | 10. ledna 2005    | 15. prosince 2008  |
| 18           | 18        | The Gift             | Dar                  | Peter DeLuise     | Robert C. Cooper a Martin Gero | 17. ledna 2005    | 17. prosince 2008  |
| 19           | 19        | The Siege (Part 1)   | V obležení (1. část) | Martin Wood       | Martin Gero                    | 24. ledna 2005    | 19. prosince 2008  |
| 20           | 20        | The Siege (Part 2)   | V obležení (2. část) | Martin Wood       | Joseph Mallozzi a Paul Mullie  | 31. ledna 2005    | 22. prosince 2008  |

### Druhá řada (2005–2006)
| Č. v seriálu | Č. v řadě | Původní název          | Český název          | Režie         | Scénář                           | Premiéra v USA     | Premiéra v ČR   |
| ------------ | --------- | ---------------------- | -------------------- | ------------- | -------------------------------- | ------------------ | --------------- |
| 21           | 1         | The Siege (Part 3)     | V obležení (3. část) | Martin Wood   | Martin Gero                      | 15. července 2005  | 2. března 2009  |
| 22           | 2         | The Intruder           | Vetřelec             | Peter DeLuise | Joseph Mallozzi a Paul Mullie    | 22. července 2005  | 4. března 2009  |
| 23           | 3         | Runner                 | Lovná zvěř           | Martin Wood   | Robert C. Cooper                 | 29. července 2005  | 6. března 2009  |
| 24           | 4         | Duet                   | Duet                 | Peter DeLuise | Martin Gero                      | 5. srpna 2005      | 9. března 2009  |
| 25           | 5         | Condemned              | Odsouzenci           | Peter DeLuise | Sean Carley a Carl Binder        | 12. srpna 2005     | 11. března 2009 |
| 26           | 6         | Trinity                | Všemohoucí           | Martin Wood   | Damian Kindler                   | 19. srpna 2005     | 13. března 2009 |
| 27           | 7         | Instinct (Part 1)      | Instinkt             | Andy Mikita   | Treena Hancock a Melissa R. Byer | 26. srpna 2005     | 16. března 2009 |
| 28           | 8         | Conversion (Part 2)    | Přeměna              | Brad Turner   | Robert C. Cooper a Martin Gero   | 9. září 2005       | 18. března 2009 |
| 29           | 9         | Aurora                 | Aurora               | Martin Wood   | Carl Binder a Brad Wright        | 23. září 2005      | 20. března 2009 |
| 30           | 10        | The Lost Boys (Part 1) | Zbloudilci           | Brad Turner   | Martin Gero                      | 23. září 2005      | 23. března 2009 |
| 31           | 11        | The Hive (Part 2)      | Úl                   | Martin Wood   | Carl Binder                      | 21. listopadu 2005 | 25. března 2009 |
| 32           | 12        | Epiphany               | Povznesení           | Neil Fearnley | Joe Flanigan a Brad Wright       | 28. listopadu 2005 | 27. března 2009 |
| 33           | 13        | Critical Mass          | Kritické množství    | Andy Mikita   | Brad Wright a Carl Binder        | 5. prosince 2005   | 30. března 2009 |
| 34           | 14        | Grace Under Pressure   | Pod tlakem           | Martin Wood   | Martin Gero                      | 12. prosince 2005  | 1. dubna 2009   |
| 35           | 15        | The Tower              | Věž                  | Andy Mikita   | Joseph Mallozzi a Paul Mullie    | 19. prosince 2005  | 3. dubna 2009   |
| 36           | 16        | The Long Goodbye       | Dlouhé loučení       | Andy Mikita   | Damian Kindler                   | 2. ledna 2006      | 6. dubna 2009   |
| 37           | 17        | Coup D'etat            | Převrat              | Martin Wood   | Martin Gero                      | 9. ledna 2006      | 8. dubna 2009   |
| 38           | 18        | Michael                | Michael              | Martin Wood   | Carl Binder                      | 16. ledna 2006     | 10. dubna 2009  |
| 39           | 19        | Inferno                | Peklo                | Peter DeLuise | Carl Binder                      | 23. ledna 2006     | 13. dubna 2009  |
| 40           | 20        | Allies (Part 1)        | Spojenci             | Andy Mikita   | Martin Gero                      | 30. ledna 2006     | 15. dubna 2009  |

### Třetí řada (2006–2007)
| Č. v seriálu | Č. v řadě | Původní název           | Český název            | Režie            | Scénář                                       | Premiéra v USA     | Premiéra v ČR   |
| ------------ | --------- | ----------------------- | ---------------------- | ---------------- | -------------------------------------------- | ------------------ | --------------- |
| 41           | 1         | No Man's Land (Part 2)  | Země nikoho            | Martin Wood      | Martin Gero                                  | 14. července 2006  | 20. dubna 2009  |
| 42           | 2         | Misbegotten (Part 3)    | Nechtěné děti          | Martin Wood      | Joseph Mallozzi a Paul Mullie                | 21. července 2006  | 22. dubna 2009  |
| 43           | 3         | Irresistible            | Neodolatelný           | Martin Wood      | Brad Wright, Robert C. Cooper a Carl Binder  | 28. července 2006  | 27. dubna 2009  |
| 44           | 4         | Sateda                  | Sateda                 | Robert C. Cooper | Robert C. Cooper                             | 4. srpna 2006      | 29. dubna 2009  |
| 45           | 5         | Progeny (Part 1)        | Potomci                | Andy Mikita      | Carl Binder                                  | 11. srpna 2006     | 4. května 2009  |
| 46           | 6         | The Real World (Part 2) | Skutečný svět          | Paul Ziller      | Carl Binder                                  | 18. srpna 2006     | 6. května 2009  |
| 47           | 7         | Common Ground           | Společný zájem         | William Waring   | Ken Cuperus                                  | 25. srpna 2006     | 11. května 2009 |
| 48           | 8         | McKay and Mrs. Miller   | McKay a paní Millerová | Martin Wood      | Martin Gero                                  | 8. září 2006       | 13. května 2009 |
| 49           | 9         | Phantoms                | Přeludy                | Martin Wood      | Carl Binder                                  | 15. září 2006      | 18. května 2009 |
| 50           | 10        | The Return (Part 1)     | Návrat (1. část)       | Brad Turner      | Martin Gero                                  | 22. září 2006      | 20. května 2009 |
| 51           | 11        | The Return (Part 2)     | Návrat (2. část)       | Brad Turner      | Martin Gero                                  | 20. listopadu 2006 | 25. května 2009 |
| 52           | 12        | Echoes                  | Ozvěny                 | William Waring   | Carl Binder a Brad Wright                    | 27. listopadu 2006 | 27. května 2009 |
| 53           | 13        | Irresponsible           | Bezohledný hrdina      | Martin Wood      | Joseph Mallozzi a Paul Mullie                | 4. prosince 2006   | 1. června 2009  |
| 54           | 14        | Tao of Rodney           | Rodneyho povznesení    | Martin Wood      | Damian Kindler                               | 11. prosince 2006  | 3. června 2009  |
| 55           | 15        | The Game                | Hra                    | William Waring   | Don Whitehead, Holly Henderson a Carl Binder | 18. prosince 2006  | 8. června 2009  |
| 56           | 16        | The Ark                 | Archa                  | Martin Wood      | Scott Nimerfro a Ken Cuperus                 | 8. ledna 2007      | 10. června 2009 |
| 57           | 17        | Sunday                  | Neděle                 | William Waring   | Martin Gero                                  | 15. ledna 2007     | 15. června 2009 |
| 58           | 18        | Submersion              | Ponoření               | Brenton Spencer  | Ken Cuperus                                  | 22. ledna 2007     | 17. června 2009 |
| 59           | 19        | Vengeance               | Msta                   | Andy Mikita      | Carl Binder                                  | 29. ledna 2007     | 22. června 2009 |
| 60           | 20        | First Strike (Part 1)   | Zaútočit první         | Martin Wood      | Martin Gero                                  | 5. února 2007      | 24. června 2009 |

### Čtvrtá řada (2007–2008)
| Č. v seriálu | Č. v řadě | Původní název                      | Český název                        | Režie            | Scénář                                     | Premiéra v USA     | Premiéra v ČR     |
| ------------ | --------- | ---------------------------------- | ---------------------------------- | ---------------- | ------------------------------------------ | ------------------ | ----------------- |
| 61           | 1         | Adrift (Part 2)                    | Unášeni proudem                    | Martin Wood      | Martin Gero                                | 28. září 2007      | 29. června 2009   |
| 62           | 2         | Lifeline (Part 3)                  | Záchranné lano                     | Martin Wood      | Carl Binder                                | 5. října 2007      | 1. července 2009  |
| 63           | 3         | Reunion                            | Shledání                           | William Waring   | Joseph Mallozzi a Paul Mullie              | 12. října 2007     | 6. července 2009  |
| 64           | 4         | Doppelganger                       | Dvojník                            | Robert C. Cooper | Robert C. Cooper                           | 19. října 2007     | 8. července 2009  |
| 65           | 5         | Travelers                          | Cestovatelé                        | William Waring   | Joseph Mallozzi a Paul Mullie              | 26. října 2007     | 13. července 2009 |
| 66           | 6         | Tabula Rasa                        | Ztráta paměti                      | Martin Wood      | Alan McCullough                            | 2. listopadu 2007  | 15. července 2009 |
| 67           | 7         | Missing                            | Nezvěstné                          | Andy Mikita      | Carl Binder                                | 9. listopadu 2007  | 20. července 2009 |
| 68           | 8         | The Seer                           | Věštec                             | Andy Mikita      | Alan McCullough                            | 16. listopadu 2007 | 22. července 2009 |
| 69           | 9         | Miller's Crossing                  | Těžká rozhodnutí                   | Andy Mikita      | Martin Gero                                | 30. listopadu 2007 | 27. července 2009 |
| 70           | 10        | This Mortal Coil (Part 1)          | Smrtící spirála                    | William Waring   | Brad Wright, Joseph Mallozzi a Paul Mullie | 7. prosince 2007   | 29. července 2009 |
| 71           | 11        | Be All My Sins Remember'd (Part 2) | Všechny mé hříchy budou vzpomenuty | Andy Mikita      | Martin Gero                                | 4. ledna 2008      | 3. srpna 2009     |
| 72           | 12        | Spoils of War (Part 3)             | Válečná kořist                     | William Waring   | Alan McCullough                            | 11. ledna 2008     | 5. srpna 2009     |
| 73           | 13        | Quarantine                         | Karanténa                          | Andy Mikita      | Carl Binder                                | 18. ledna 2008     | 10. srpna 2009    |
| 74           | 14        | Harmony                            | Harmony                            | William Waring   | Martin Gero                                | 25. ledna 2008     | 12. srpna 2009    |
| 75           | 15        | Outcast                            | Vyděděnec                          | Andy Mikita      | Joe Flanigan a Carl Binder                 | 1. února 2008      | 17. srpna 2009    |
| 76           | 16        | Trio                               | Trojice                            | Martin Wood      | Martin Gero                                | 8. února 2008      | 19. srpna 2009    |
| 77           | 17        | Midway                             | Přestupní stanice                  | Andy Mikita      | Carl Binder                                | 15. února 2008     | 24. srpna 2009    |
| 78           | 18        | The Kindred (Part 1)               | Příbuzní (1. část)                 | Peter F. Woeste  | Joseph Mallozzi a Paul Mullie              | 22. února 2008     | 26. srpna 2009    |
| 79           | 19        | The Kindred                        | Příbuzní (2. část)                 | Peter F. Woeste  | Joseph Mallozzi a Paul Mullie              | 29. února 2008     | 31. srpna 2009    |
| 80           | 20        | The Last Man                       | Poslední muž                       | Martin Wood      | Joseph Mallozzi a Paul Mullie              | 7. března 2008     | 2. září 2009      |

### Pátá řada (2008–2009)
| Č. v seriálu | Č. v řadě | Původní název              | Český název               | Režie            | Scénář                        | Premiéra v USA     | Premiéra v ČR      |
| ------------ | --------- | -------------------------- | ------------------------- | ---------------- | ----------------------------- | ------------------ | ------------------ |
| 81           | 1         | Search and Rescue (Part 2) | Záchranná operace         | Andy Mikita      | Martin Gero                   | 11. července 2008  | 6. října 2009      |
| 82           | 2         | The Seed                   | Živná půda                | William Waring   | Joseph Mallozzi a Paul Mullie | 18. července 2008  | 8. října 2009      |
| 83           | 3         | Broken Ties                | Zpřetrhané vazby          | Ken Girotti      | Joseph Mallozzi a Paul Mullie | 25. července 2008  | 13. října 2009     |
| 84           | 4         | The Daedalus Variations    | Daedalos na druhou        | Andy Mikita      | Alan McCullough               | 1. srpna 2008      | 15. října 2009     |
| 85           | 5         | Ghost in the Machine       | Duše bez těla             | Ken Girotti      | Carl Binder                   | 15. srpna 2008     | 20. října 2009     |
| 86           | 6         | The Shrine                 | Svatyně                   | Andy Mikita      | Brad Wright                   | 22. srpna 2008     | 22. října 2009     |
| 87           | 7         | Whispers                   | Šepoty                    | William Waring   | Joseph Mallozzi               | 5. září 2008       | 27. října 2009     |
| 88           | 8         | The Queen                  | Královna                  | Brenton Spencer  | Alan McCullough               | 12. září 2008      | 29. října 2009     |
| 89           | 9         | Tracker                    | Stopař                    | William Waring   | Carl Binder                   | 19. září 2008      | 3. listopadu 2009  |
| 90           | 10        | First Contact (Part 1)     | První kontakt             | Andy Mikita      | Martin Gero                   | 26. září 2008      | 5. listopadu 2009  |
| 91           | 11        | The Lost Tribe (Part 2)    | Ztracený kmen             | Andy Mikita      | Martin Gero                   | 10. října 2008     | 10. listopadu 2009 |
| 92           | 12        | Outsiders                  | Uprchlíci                 | William Waring   | Alan McCullough               | 17. října 2008     | 12. listopadu 2009 |
| 93           | 13        | Inquisition                | Inkvizice                 | Brenton Spencer  | Alex Levine                   | 24. října 2008     | 17. listopadu 2009 |
| 94           | 14        | The Prodigal               | Návrat marnotratného syna | Andy Mikita      | Carl Binder                   | 7. listopadu 2008  | 19. listopadu 2009 |
| 95           | 15        | Remnants                   | Pozůstatky                | William Waring   | Joseph Mallozzi a Paul Mullie | 14. listopadu 2008 | 24. listopadu 2009 |
| 96           | 16        | Brain Storm                | Geniální řešení           | Martin Gero      | Martin Gero                   | 21. listopadu 2008 | 26. listopadu 2009 |
| 97           | 17        | Infection                  | Nákaza                    | Andy Mikita      | Alan McCullough               | 5. prosince 2008   | 1. prosince 2009   |
| 98           | 18        | Identity                   | Totožnost                 | William Waring   | Carl Binder                   | 12. prosince 2008  | 3. prosince 2009   |
| 99           | 19        | Vegas                      | Vegas                     | Robert C. Cooper | Robert C. Cooper              | 2. ledna 2009      | 8. prosince 2009   |
| 100          | 20        | Enemy at the Gate          | Nepřítel před branami     | Andy Mikita      | Joseph Mallozzi a Paul Mullie | 9. ledna 2009      | 10. prosince 2009  |